# (74370) Kolářjan
(74370) Kolářjan – planetoida z pasa głównego asteroid okrążająca Słońce w ciągu 4 lat i 242 dni w średniej odległości 2,79 j.a. Została odkryta 9 grudnia 1998 roku w Obserwatorium Kleť. Nazwa planetoidy pochodzi od Jana Kolářa (ur. 1944), który od połowy lat 90. XX wieku aktywnie uczestniczył w budowaniu relacji pomiędzy Czechami a ESA oraz znacząco przyczynił się do utworzenia czeskiego biura kosmicznego. Przed nadaniem nazwy planetoida nosiła oznaczenie tymczasowe (74370) 1998 XJ.